# Immisja (seksuologia)
Immisja (z łac. immissio, dosł. „wkładanie, wprowadzanie, wpuszczanie”) – umieszczenie penisa w pochwie kobiety w trakcie pełnego stosunku płciowego.
Do immisji dochodzi zwykle w stanie erekcji prącia (wówczas określana jest ona jako łac. immissio membri lub immissio phalli). Jednak przy pewnych ułożeniach ciała kobiety immisja możliwa jest także podczas połowicznej erekcji bądź nawet całkowicie bez niej.
Ogólnym określeniem na wprowadzenie członka do pochwy, przed wytryskiem, bez względu na jego stan jest łac. immissio penis.